# Stronger Than Pride
| Críticas profissionais                                                      | Críticas profissionais |
| Avaliações da crítica                                                       | Avaliações da crítica  |
| Fonte                                                                       | Avaliação              |
| --------------------------------------------------------------------------- | ---------------------- |
| Allmusic                                                                    | link                   |
| Los Angeles Times                                                           | link                   |
| Robert Christgau                                                            | B-                     |
| Rolling Stone                                                               | [ 2 ]                  |
| Esta tabela precisa de ser acompanhada por texto em prosa. Consulte o guia. |                        |

Stronger Than Pride é o terceiro álbum de estúdio do grupo britânico Sade, lançado em 14 de Maio de 1988 no Reino Unido e em 4 de Junho do mesmo ano nos Estados Unidos pelo selo Epic Records.
O álbum produziu o grande hit "Paradise", o qual tornou-se uma das músicas assinatura do grupo, junto com a canção "No Ordinary Love" de 1992. O disco produziu ainda os singles "Nothing Can Come Between Us", "Love Is Stronger Than Pride" e "Turn My Back on You". Stronger Than Pride foi o terceiro álbum consecutivo do grupo a debutar no Top 10 da parada de álbuns Billboard 200.

## Faixas
1. "Love Is Stronger Than Pride" (Sade Adu, Andrew Hale, Stuart Matthewman) – 4:20
2. "Paradise" (Adu, Hale, Matthewman, Paul S. Denman) – 4:05
3. "Nothing Can Come Between Us" (Adu, Matthewman, Hale) – 4:25
4. "Haunt Me" (Adu, Matthewman) – 5:53
5. "Turn My Back on You" (Adu, Hale, Matthewman) – 6:09
6. "Keep Looking" (Adu, Hale) – 5:24
7. "Clean Heart" (Adu, Matthewman, Hale) – 4:04
8. "Give It Up" (Adu, Matthewman, Hale) – 3:52
9. "I Never Thought I'd See the Day" (Adu, Leroy Osbourne) – 4:16
10. "Siempre Hay Esperanza" (Matthewman, Adu, Osbourne) – 5:15

## Melhores posições nas paradas musicais
| Parada musical (1988)               | Melhor posição |
| ----------------------------------- | -------------- |
| Australian Albums Chart             | 18             |
| Austrian Albums Chart               | 6              |
| German Albums Chart                 | 4              |
| Norwegian Albums Chart              | 7              |
| Swedish Albums Chart                | 2              |
| Swiss Albums Chart                  | 2              |
| UK Albums Chart                     | 3              |
| E.U.A. Billboard 200                | 7              |
| E.U.A. Top R&B/Hip-Hop Albums       | 3              |
| E.U.A. Top Contemporary Jazz Albums | 21             |

## Presença de "Paradise" em "Vale Tudo Internacional" (1988)

Álbum "Vale Tudo Internacional", lançado em 1988 pela Somlivre, por ocasião da exibição da novela que, Paradise esteve incluída.

A canção "Paradise" foi incluída na trilha sonora internacional da novela "Vale Tudo", exibida em 1988/1989 pela TV Globo. Na obra de Gilberto Braga a música foi tema da personagem "Maria de Fátima", interpretada por Gloria Pires.